# 開坂映美
開坂 映美（かいさか えみ、1993年5月27日 - ）は、日本の女性タレント、ラジオパーソナリティー、女優。元グラビアアイドル、元けいマルガールズのメンバー。ミスFLASH2019 ファイナリスト。

## 略歴
中学生時代はバレーボールに熱中する体育会系少女だった。中学卒業を控え、「受かるかどうか試したい」と受けたオーディションに合格して芸能界入り。高校の芸能コースに通いながら、芸能活動を行った。高校卒業を機会に、芸能活動をやめてアパレル店員として働く。その後、渋谷でスカウトされ、モデルとして活動再開。21才の頃、諸事情により再び芸能活動をやめ、OLとして働きはじめる。
2018年2月、友人からの紹介で舞台『Cherry』に出演。これをきっかけに会社を辞め、あらためて芸能活動を始める。
2018年6月、『ミスFLASH2019』にエントリー（ファイナリスト）。
2018年12月、アイエス・フィールドに移籍。
2019年6月、雑誌「エキサイティングマックス!」8月号に『出張　足ツボ大陸』掲載。これが縁で、翌月から同誌で『“えみんつぇる”22時10秒のシンデレラ』連載開始。
2019年10月1日、385名の応募者の中からけいマルガールズ候補生7名の一人に選ばれ、 
けいマルガールズ候補生として2ヵ月半に渡って活動した結果、2019年12月16日、ファン投票等により、総合第3位でけいマルガールズに選出された。
2020年2月、雑誌「エキサイティングマックス!」の、半年に及ぶ連載企画で、目標の“いいね！”を達成。当時、日本最大だった高さ100メートルの茨城県、竜神大吊橋バンジージャンプに挑戦、無事に跳んだ。
2020年11月30日、アイエス・フィールドを退社した事をSNSで報告した。
2022年1月6日、同年3月末をもって、水着撮影を卒業することを発表した。
2022年3月3日、けいマルガールズとしての活動が3月31日で終了することが発表された。
2022年4月1日、タレント活動をしつつも、OLとしても活動を開始したことを発表した。
2022年7月3日-、同日深夜に放送開始のラジオ番組「チャリ姫ラジオ」で、初のメインMCをレギュラーで担当（RCCラジオ（中国放送））。サブMCは1クール単位で交代するシステムで放送された。
2023年6月25日、放送開始から1年の節目放送で番組終了となった。

その後もタレントとOLの二刀流で芸能活動を続けており、佐藤水菜選手の優勝報告会でMCを務めたり、競輪場での予想会にも出演して決勝を3連単で的中させるなど車券師の顔も見せている。また、限定で水着撮影を復活させるなど、多様な活動を行っている。
将来は競輪番組のアシスタント、キャスターなどもこなしたいと考えており、2024年4月21日にYoutubeの競輪予想番組「安森あや那のよっちょくれ別府けいりん」にゲスト出演した際には、歴代トップとなる配信中のチャンネル登録者数約120名を達成した。
2025年7月7日、結婚したことを自身のSNSで発表した。

## 人物
グラビアの仕事を始めたときの目標である「雑誌の表紙を飾る」ことを達成できなかったため、2022年3月末をもって水着グラドルとしての活動を終え、その後は「マイペースに（タレントとして）仕事を続けていきます。もちろん、今後も競輪に関わっていきたいです。」と語っている。
趣味は匂いもの収集、散歩、1人カラオケ、ゲーム。特技は歌、バレーボール、手首を360度回せる、高速ベロ。
近年はぬか漬けにハマり、毎日、ぬか床を混ぜている。

## 出演

### イベント
- KEIRINグランプリ2019前夜祭 選手等へのインタビュー（2020年12月16日、京王プラザホテル）[35] - けいマルガールズ
- 川崎競輪協賛レース表彰式 花束贈呈及びトークショー（2019年12月20日、川崎競馬場）[36] - けいマルガールズ
- 『KEIRINグランプリ2019』『有馬記念』コラボ予想トークショー（2019年12月21日、WINS立川・立川競輪場 ）[37]
- トークショー及び「ヤンググランプリ2019」表彰式プレゼンター（2019年12月29日、立川競輪場） - けいマルガールズ[38]
- 『第74回 日本選手権競輪』PRイベント（2020年2月11日、豊橋競輪場）[39] - けいマルガールズ
- 2019年JKA優秀選手表彰式 トークショー及び受賞者インタビュー（2020年2月17日、ザ・プリンス パークタワー東京「コンベンションホール」）[40] - けいマルガールズ
- 「ヤンググランプリ2020」表彰式プレゼンター（2020年12月29日、平塚競輪場）[41] - けいマルガールズ
- K-FARCE GIRLS COLLECTION 2021（2021年12月26日、中板橋新生館シアター）[42] ※開坂映美の出演は1部のみ
- 佐藤水菜選手・ガールズドリームレース優勝報告会＆トークショー（2022年9月21日、川崎競輪場）[43] ※開坂映美はMCとして出演
- SNF 函館II 夏祭り予想会（2023年7月16日、豊橋競輪場）
- 篠原栞那★生誕祭（2023年9月17日、秋葉原ZEST）
- 寬仁親王牌 GI（弥彦競輪）予想会（2023年10月22日、豊橋競輪場）
- 日本選手権（G1）予想会（2024年5月1日、豊橋競輪場）
- 川崎仮面競輪予想会～競輪予想は俺にまかせろ～（2024年9月16日、川崎競輪場）[44]※MCとして出演
- 宇都宮競輪場 らいとクラブ オフ会（2024年3月23日、宇都宮競輪場）[45]
- 女子オールスターGⅠのPR活動（2025年5月17日、宇都宮競輪場)[46][47]※於東入場門外のPRブース

### ファッションショー
- MARBLE WONDERLAND（2014年8月19日、赤坂BLITZ）[48]

### 舞台
- 『Cherry』（2018年2月6日 - 11日、中目黒ウッディーシアター）[8][49]
- 朗読劇『Greif』（再演）（2019年4月25日 - 28日、千本桜ホール）[50][51]
- 謎解きライブ！ FINAL GIRL vol.04 『魔物とのジューンブライドからの脱出』（2019年6月9日、シアターカフェ＆ダイニング　プロセニアム）[52][53]
- 『するめは今日も考える（仮）』（2019年12月4日 - 8日、シアターグリーン BOX in BOX THEATER）[54]
- 『即興コントステージ』（2021年8月21日、大塚ドリームシアター）[55]
- 朗読劇『散りて尚、』（2021年9月22日 - 26日、劇場MOMO）[56][57]

### テレビ
- 真夜中のおバカ騒ぎ!（2018年11月15日、千葉テレビ・TOKYO MX）[58] - 68期生
- 透明彼女 season9 ＃2(2019年7月、V☆パラダイス)[59]
- パンサーの競輪LIVEでやってます オッズパーク杯ガールズグランプリ2019（2019年12月28日、BS日テレ）[60]- けいマルガールズ
- ミッドナイトBINGO!(2020年11月6日-2022年3月、SPEEDチャンネル)[61]- けいマルガールズ
- レンタルクロちゃん シーズン6（2021年11月4・11・18日、中国放送）
- レンタルクロちゃん シーズン7（2021年12月9・16・23日、中国放送)

### ラジオ
- ステラ☆HAPPY tune!～川瀬忍と金髪りさのペリペリRadio～（2022年1月26日、市川うららFM）※公開録音：2022年1月19日
- Skyrocket Company【スカロケ競輪部】（2022年2月14日・21日・28日、エフエム東京）[62][63][64]
- チャリ姫ラジオ（2022年7月3日24:45 - 2023年6月25日、RCCラジオ（中国放送））※初のメインMC

### WEB配信
- 高橋凛のあなたコレ知ってますか？〜人物編〜Vol.1【りんりん＆ミスター】※ゲスト出演（2020年6月19日-、Youtube）[65]
- 高橋凛のあなたコレ知ってますか？〜漢字編〜【りんりん＆ミスター】※ゲスト出演（2020年6月26日-、Youtube）[66]
- 高橋凛のあなたコレ知ってますか？〜音楽編〜【りんりん＆ミスター】※ゲスト出演（2020年7月3日-、Youtube）[67]
- 高橋凛のあなたコレ知ってますか？〜人物編〜Vol.2【りんりん＆ミスター】※ゲスト出演（2020年7月10日-、Youtube）[68]
- 【グラドル】三流グラドルのゴミトーク【上福ゆき x 開坂映美】（2021年8月24日、Youtube）[69]
- 【三流グラドル】上福ゆきにギリギリの50の質問！！【上福ゆき×開坂映美】（2021年8月27日、Youtube）[70]
- 【S◯AP好き必見】上福ゆき 開坂映美の三流グラドルゴミトーク【ギリギリ】（2021年9月2日、Youtube）[71]
- お久しぶりになりました！（2021年10月23日、Youtube）[72]
- 【グラドル】推しへのコメント、見直しましょう【SNS】（2021年11月6日、Youtube）[73]

### ライブストリーミング放送
- 酔いどれ女子会（2019年1月8日・6月4日・7月2日、ニコニコチャンネル)[74][75][76]
- じーふーTIME（2019年6月5日、FRESH LIVE)[77]
- 激刊！ふじ（2019年6月18日、渋谷クロスFM)[78]
- けいマルガールズと一緒にミッドナイト競輪やろっ♡（2020年3月18日・4月12日-、YouTube)- けいマルガールズ
- TOKYO GRAVURE IDOL FESTIVAL ONLINE 2020（2020年10月3日、ミクチャ）
- 川崎仮面の俺にまかせろ～大阪・関西万博協賛 川崎市制100周年 開設75周年記念桜花賞 海老澤清杯（GⅢ）3日目（2022年4月6日、YouTube)※川崎競輪場 公開放送：ゲスト

- 川崎仮面の俺にまかせろ～桜花賞（GⅢ）3日目（2024年1月21日、YouTube)※川崎競輪場 公開放送：ゲスト
- 【宇都宮競輪中継】ミッドナイト競輪「WINTICKET杯」　ガールズケイリン　FⅡ（2024年4月7日・8日・9日、YouTube)[79][80][81]
- 別府競輪ＦⅠナイター・シンＴＩＰＳＴＡＲ杯【初日】予想ライブ「よっちょくれ別府けいりん」（2024年4月21日、YouTube)※公開放送：ゲスト
- 川崎仮面の俺にまかせろ～東京中日スポーツ杯争奪戦 チャリロト杯 FⅡ 3日目（2024年6月29日、YouTube)※川崎競輪場 公開放送：ゲスト
- 【宇都宮競輪中継】ミッドナイト競輪 WINTICKET杯　FⅡ（2024年7月13日・14日・15日、YouTube)[82][83][84]
- 【宇都宮競輪公認】ミッドナイト競輪「宇都宮競輪らいとクラブ」WINTICKET杯（2024年7月19日・20日・21日、YouTube)[85][86][87]
- 【宇都宮競輪中継】ミッドナイト競輪　ライトライン開業１周年記念　WINTICKET杯　FⅡ（2024年8月3日・4日・5日、YouTube)[88][89][90]
- 【川崎競輪公式】 川崎仮⾯の「俺にまかせろ！」　第10回大阪・関西万博協賛競輪【ＧⅢ】『全国都市緑化かわさきフェア開催 ～川崎市制１００周年記念～』 ４日目（2024年10月14日、YouTube)[91]※川崎競輪場 公開放送：ゲスト
- ロクでもないch（2025年2月21日・22日、YouTube)※豊橋競輪場 公開放送：ゲスト

### Web記事
- 【競輪】元けいマルガールズの開坂映美はタレントとＯＬの二刀流　将来はキャスターも (2023年10月30日、デイリースポーツ）[92]

## 作品

### DVD
- えみんつぇる（2019年6月25日、ラインコミュニケーションズ）[※ 7]

### 写真集（デジタル）
- グラビアアイドル屋根裏写真館：3　開坂映美  Kindle版（2019年6月7日、双葉社）
- 夏美女　開坂映美 必撮！まるごと☆（2019年9月20日、アイロゴス）
- 開坂映美「えみんつぇる」 Idol Line   Kindle版 (2019年11月29日、ラインコミュニケーションズ)
- 恥じらいメイドのおもてなし　開坂映美 (必撮！まるごと☆)  オンデマンド (ペーパーバック)（2020年1月16日、アイロゴス）
- 美脚でウワサの受付嬢　開坂映美 必撮！まるごと☆   Kindle版（2020年1月17日、アイロゴス）
- Lesson　開坂映美 必撮！まるごと☆（2020年2月15日、アイロゴス）
- 大容量322枚 開坂映美 BEST vol.1 必撮！まるごと☆（2020年6月1日、アイロゴス）
- Gz PRESS デジタル写真集 No.239 開坂映美（2020年7月9日、Gz PRESS）
- Gz PRESS デジタル写真集 No.247 開坂映美（2020年8月4日、Gz PRESS）
- Gz PRESS デジタル写真集 No.254 開坂映美（2020年8月26日、Gz PRESS）
- Gz PRESS デジタル写真集 No.261 開坂映美（2020年9月19日、株式会社 サーティースリー）
- Gz PRESS デジタル写真集 No.269 開坂映美（2020年10月2日、株式会社 サーティースリー）
- Gz PRESS デジタル写真集 No.278 開坂映美（2020年11月1日、株式会社 サーティースリー）
- Gz PRESS デジタル写真集 No.288 開坂映美（2020年11月20日、株式会社 サーティースリー）
- 開坂映美 えみんつぇる Masterpiece#080 (ver.A) （2023年3月17日、ドラゴンフライブック）
- 開坂映美 Special Edition 萌得開坂映美（2024年10月1日、アイロゴス）